# Charette-Varennes
Charette-Varennes település Franciaországban, Saône-et-Loire megyében. Lakosainak száma 434 fő (2022. január 1.). Charette-Varennes Longepierre, Frontenard, Lays-sur-le-Doubs, Navilly, Pierre-de-Bresse és Saint-Bonnet-en-Bresse községekkel határos.

## Népesség
A település népességének változása:
| Lakosok száma | 444  | 449  | 464  | 456  | 454  | 452  | 453  | 443  | 434  |
|               | 2013 | 2015 | 2016 | 2017 | 2018 | 2019 | 2020 | 2021 | 2022 |